# 悲歌 (映画)
『悲歌』（エレジー）は1951年（昭和26年）の日本映画。東宝と映画芸術協会提携の山本嘉次郎監督作品。

## あらすじ
検事総長である亘理信直を父に持つ亘理直彦は青年作曲家として大成し脚光を浴びその名を世間に轟かした。中でも交響楽「聖女」は世の反響を呼んだ。しかし、彼の弟子である内山と親友の土岐大輔検事は、「彼の音楽がポーズだけの技巧の胡麻化しで、真に心を打つ芸術ではない!」と大きく非難。
この事をきっかけに自信を失った直彦は自暴自棄になり泥酔していたところをキャバレーのマダムである美代に助けられ、彼女の家に転がり込む。
かつて生まれ故郷である東北で、雇い主に犯されどん底にまで転落していき今では銀座のキャバレー王である坂田の妾となっていた美代は、初恋の男性に似ていた直彦に惹かれ始め、直彦もまた娼婦の美代の中に聖女の心を見出し、二人は坂田の眼を逃れて同棲を始めるが…。

## キャスト
- 亘理直彦：上原謙
- 北川美代：高峰三枝子
- 土岐大輔：三船敏郎
- 坂田幸之進：志村喬
- 内山英一：三原純
- 今井猛虎：小杉義男
- 亘理信直：青山杉作
- 亘理よし子：英百合子
- 亘理輝子：鏑木ハルナ
- ボーイ広瀬：堺左千夫
- 与太者サブ：生方功
- 小劇場マネージャー：小林十九二
- 若い医者：木村功
- 女給 横田ふみ：川久保とし子
- 婆や おしげ：三好栄子

## スタッフ
- 企画：星野和平
- 製作：本木荘二郎
- 監督：山本嘉次郎
- 監督補佐：本多猪四郎
- 脚本：小国英雄、山本嘉次郎
- 撮影：中井朝一
- 音楽：渡辺浦人
- 美術：松山崇
- 録音：宮崎正信
- 照明：岸田九一郎
- スチール：高木暢二
- 製作主任：根津博